# William McLellan
William Howard McLellan, né le 1er décembre 1924 et mort le 30 septembre 2011, était un ingénieur électricien américain qui avait acquis une certaine renommée en 1960 en réussissant un défi d'ingénierie qu'avait lancé le physicien lauréat du prix Nobel Richard Feynman pour construire le plus petit moteur électrique jamais conçu.
McLellan est né à Casper, dans le Wyoming. Il a grandi à Orland en Californie et a combattu dans l'armée canadienne pendant la Seconde Guerre mondiale. Servant comme opérateur radio dans le 12e Régiment blindé, il rencontra son épouse Patricia Price en Angleterre pendant la guerre, puis le couple s'installa à Pasadena, où McLellan fréquenta le California Institute of Technology (Caltech).
En décembre 1959, au cours de la réunion annuelle de la Société américaine de physique, qui se tenait à Caltech, Feynman proposa deux défis liés aux nanotechnologies, offrant un prix de 1 000 $ à la première personne qui résoudrait chacun d'eux. Le premier nécessitait que quelqu'un construise un moteur électrique fonctionnel qui tiendrait dans un cube de 0,4 mm de côté. McLellan, qui vivait alors à proximité, réalisa cet exploit en novembre 1960 et remporta le prix. Son moteur de 250 microgrammes, tournant à 2 000 tr/min était composé de 13 pièces distinctes.
McLellan est ensuite apparu à la télévision pour cet accomplissement et il a passé une grande partie de sa carrière comme ingénieur dans le département d'astronomie de Caltech, y restant consultant pour le reste de sa vie. Il est décédé en 2011 à Pasadena.
Le deuxième défi nécessitait que quelqu'un parvienne à trouver un moyen permettant d'inscrire une page de livre sur une surface 25 000 fois plus petite que son impression standard (une échelle à laquelle tout le contenu de l'Encyclopædia Britannica de l'époque aurait pu tenir sur la tête d'une épingle). Le prix pour ce deuxième défi ne fut remporté que bien plus tard, par Tom Newman en 1985.